# Vertrag von Tolentino
Der Vertrag von Tolentino, der am 19. Februar 1797 zwischen der Römischen Kurie und der (ersten) Französischen Republik zustande gekommen war, beendete vorläufig die bewaffneten Auseinandersetzungen zwischen den Truppen des Kirchenstaates und der französischen Italienarmee während General Napoleon Bonapartes Italienfeldzug.

## Geschichte

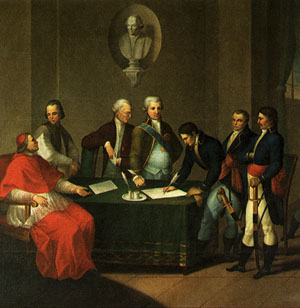
Die Unterzeichnung des Vertrages von Tolentino (Gemälde, 19. Jhd.)

Zu Kampfhandlungen zwischen dem revolutionären Frankreich und dem Kirchenstaat war es gekommen, als die französische Republik im Sommer 1796 versuchte, nach Nord- und Mittelitalien auszugreifen. Sie waren sowohl in Frankreich als auch in Rom von feindseligen Demonstrationen seitens politischer Aktivisten (giacobini, ital. Revolutionäre, bzw. zelanti, papsttreuer Traditionalisten) begleitet. Generell hatte sich das Verhältnis zwischen der Kurie und Frankreich seit der Revolution sukzessive verschlechtert, was unter anderem auf die französische Kirchenpolitik zurückzuführen ist (siehe Artikel zur Entchristianisierung nach 1789). So waren beide Staaten im jeweils anderen nur noch durch Gesandte und nicht mehr offiziell diplomatisch vertreten. Als Beginn des gewaltsamen Vorgehens, gegen den Kirchenstaat als solchen, muss die Annexion der päpstlichen Enklave der Grafschaft Venaissin mit der Stadt Avignon in Südfrankreich im Jahre 1791 gelten.
Gemäß den Bestimmungen des Vertrages (der nur von der französischen Seite als Frieden tituliert worden ist), trat der Kirchenstaat (1.) die Legationen Bologna, Ferrara und Ravenna an Frankreich respektive die Cispadanische Republik ab und entrichtete zudem (2.) Zahlungen in Höhe von 31 Millionen Livres (Art. 10 und 12). Doppelte Schwere erhielt letztere Bestimmung dadurch, dass auf Grund der Leere der Staatskasse die Zahlungen in Form von Kunstschätzen beglichen werden mussten. Des Weiteren wurden der Kurie (3.) Abrüstungsklauseln auferlegt, „die zahlreiche Entlassungen von bewährten Offizieren und Mannschaften mit sich brachten und die päpstliche Regierung des Polizeischutzes für die Niederhaltung der stets bedrohlicher werdenden Aufstandsgelüste fast ganz entblößten.“
Infolge der drückenden Bestimmungen des Vertrages war der Kirchenstaat sowohl seiner inneren wie auch seiner äußeren Widerstandskraft beraubt worden, was ihn im weiteren Geschehen zu einer leichten Beute der französischen Truppen und einheimischer revolutionärer Kollaborateure werden ließ. Am 10. Februar 1798 besetzte die französische Italienarmee unter General Berthier die Stadt Rom an zentralen Punkten und eine Handvoll patrioti proklamierte am 15. Februar 1798 im Beisein des Generals die Repubblica Romana, die erste Römische Republik der Neuzeit.